# KNN 시사만사
《KNN 시사만사》는 대한민국 KNN 부산경남방송에서 금요일 저녁 7시에 방송되었던 KNN의 금요일 저녁 시사 대담 프로그램이다.

## 기획 의도 / 개요
- 수도권 중심의 기존 시사 보도 정보 프로그램의 한계를 벗어나, 부산경남의 시각에서 정치, 경제, 사회 문화의 주요이슈를 분석하는 데일리 시사 정보 토크쇼로 지역사회의 여론을 주도하고 지역발 어젠더를 발굴하며, 정책적 대안을 제시한다.

## 방송 시간
| 방송 채널 | 방송 기간                           | 방송 시간                                        |
| --------- | ----------------------------------- | ------------------------------------------------ |
| KNN       | 2018년 12월 19일 ~ 2018년 12월 26일 | 수요일 저녁 7시 ~ 8시 (1시간)                    |
| KNN       | 2019년 1월 1일 ~ 2019년 4월 12일    | 화요일 ~ 금요일 저녁 7시 ~ 8시 (1시간)           |
| KNN       | 2019년 5월 14일 ~ 2019년 8월 30일   | 화요일 ~ 금요일 저녁 7시 ~ 8시 (1시간)           |
| KNN       | 2019년 4월 16일 ~ 2019년 5월 10일   | 화요일 ~ 금요일 저녁 6시 55분 ~ 7시 55분 (1시간) |
| KNN       | 2019년 9월 4일 ~ 2020년 2월 28일    | 수요일 ~ 금요일 저녁 7시 ~ 8시 (1시간)           |
| KNN       | 2020년 3월 6일 ~ 2020년 3월 27일    | 금요일 저녁 7시 ~ 8시 (1시간)                    |
| KNN       | 2020년 4월 24일 ~ 2020년 4월 24일   | 금요일 저녁 7시 ~ 8시 (1시간)                    |
| KNN       | 2020년 4월 3일 ~ 2020년 4월 17일    | 금요일 저녁 6시 50분 ~ 7시 50분 (1시간)          |

## 앵커
- 2대 황범 아나운서 (남)

## 역대 앵커
| 역대 | 진행자                  | 진행 기간                          | 비고 |
| ---- | ----------------------- | ---------------------------------- | ---- |
| 1대  | 송준우 편성뉴미디어국장 | 2018년 12월 19일 ~ 2020년 2월 28일 |      |
| 2대  | 황범 아나운서           | 2020년 3월 6일 ~ 2020년 4월 24일   |      |

## 타이틀 변천사
| 역대 | 타이틀       | 방송 기간                          |
| ---- | ------------ | ---------------------------------- |
| 1대  | KNN 시사만사 | 2018년 12월 19일 ~ 2020년 4월 24일 |

## 같이 보기
- 생방송 투데이